# Bulbophyllum fasciculiferum
Bulbophyllum fasciculiferum är en orkidéart som beskrevs av Rudolf Schlechter. Bulbophyllum fasciculiferum ingår i släktet Bulbophyllum och familjen orkidéer. Inga underarter finns listade i Catalogue of Life.